# Charakteryzacja (matematyka)
Stwierdzenie, że „własność P charakteryzuje obiekt X” oznacza nie tylko, że X ma własność P, ale że X jest jedynym obiektem, który ma własność P. Często spotyka się także zdania takie jak „własność Q charakteryzuje obiekt Y co do izomorfizmu”. Stwierdzenie pierwszego rodzaju mówi innymi słowy, że rozszerzeniem P jest zbiór jednoelementowy; drugie zaś, że rozszerzeniem Q jest jedna klasa abstrakcji (w tym przypadku izomorfizmu – jednak o rodzaj relacji równoważności zależy od wyrażenia znajdującego się za słowami co do).

## Przykłady
- „Własność braku pamięci charakteryzuje rozkłady wykładnicze wśród rozkładów prawdopodobieństwa na przedziale od 0 do ∞ prostej rzeczywistej.” Zdanie to oznacza, że rozkłady wykładnicze są jedynymi rozkładami prawdopodobieństwa o własności braku pamięci.
- „Zgodnie z twierdzeniem Bohra-Mollerupa wśród wszystkich funkcji f takich, że f(1) = 1 oraz xf(x) = f(x + 1) dla x > 0, logarytmiczna wypukłość charakteryzuje funkcję gamma.” Oznacza to, że wśród wszystkich takich funkcji funkcja gamma jest jedyną, która jest logarytmicznie wypukła. (Funkcja f jest logarytmicznie wypukła wtedy i tylko wtedy, gdy ln(f) jest funkcją wypukłą. Podstawa logarytmu nie jest istotna, o ile jest ona większa od 1; matematycy zwykle przyjmują, że „ln” bez indeksu oznacza logarytm naturalny o podstawie e.)
- Okrąg można scharakteryzować jako rozmaitość jednowymiarową, zwartą i spójną; charakteryzacja ta, jako rozmaitości gładkiej, jest co do dyfeomorfizmu.